# Günther Röhrdanz
Günther Max Röhrdanz (* 18. Oktober 1907 in Metz, Reichsland Elsaß-Lothringen; † 27. Dezember 1995 in Recklinghausen) war ein deutscher Nationalsozialist, Journalist und Kunstkritiker.

## Leben
Nach dem Besuch der Mittelschule in Metz (1914–1919) besuchte Röhrdanz Gymnasien in Stettin und Stralsund. 1929 bis 1934 studierte Röhrdanz Zeitungswissenschaft, Philosophie, Literaturwissenschaft und Kunstgeschichte in Berlin und München. Er gehörte seit Beginn seines Studiums 1929 der Berliner Burschenschaft Cimbria an. Später wurde er auch Alter Herr der Dortmunder Burschenschaft Brandenburgia. Röhrdanz wurde im Mai 1934 mit der Arbeit Die Stellung Kants in und zu der Presse seiner Zeit an der Ludwig-Maximilian-Universität promoviert. Während seines Studiums war Röhrdanz für mehrere Zeitungen als freier Mitarbeiter tätig.
Am 1. Mai 1933 wurde Röhrdanz Mitglied der NSDAP. Von 1934 bis 1943 lebte er in Karlsruhe und arbeitete als Volontär, später dann als Schriftleiter für Kultur und Unterhaltung bei der badischen NS-Zeitung Der Führer. 1943/44 wurde Röhrdanz zur Wehrmacht eingezogen und diente in einem Infanterieregiment. Er wurde im Fronteinsatz in der Sowjetunion verwundet. 1945 arbeitete er als Chefredakteur beim Pforzheimer Anzeiger.
In seinem Spruchkammerverfahren wurde Röhrdanz 1948 als „Mitläufer“ eingestuft. Von 1952 bis 1968 war Röhrdanz als Kulturreferent der Hilberina AG am Standort Recklinghausen beschäftigt. Dabei legte er ein kulturelles Programm auf, dass die „Belegschaftsmitglieder zur sinnvollen Verwendung der Freizeit“ anzuregen versuchte und beabsichtigte dabei, „die Betriebsangehörigen [...] zu den Stätten des großen Kunst- und Kulturerlebens“ zu bringen.
Auch politisch-publizistisch war Röhrdanz wieder aktiv: Für kurze Zeit fungierte er als Chef vom Dienst der 1952 erstmals erscheinenden Zeitschrift des FDP-Landesverbandes Nordrhein-Westfalen mit dem Titel Die Deutsche Zukunft. Die Wochenzeitung diente einem Netzwerk von ehemaligen Nationalsozialisten in der FDP Nordrhein-Westfalen als publizistisches Sprachrohr. Als Chefredakteur fungierte der frühere SS-Obersturmbannführer Siegfried Zoglmann, der als Verbindungsmann von Friedrich Middelhauve Kontakt zum Naumann-Kreis hatte. Unterstützung erfuhr Zoglmann von Carl Albert Drewitz, der bis 1937 beim Reichspropagandaamt Württemberg gearbeitet hatte und kurzzeitig der Pressereferent von Joseph Goebbels gewesen war. Die durchschnittliche Auflage betrug ca. 35.000 Exemplare. Als im Januar 1953 etliche Mitglieder des Naumann-Kreises durch die britische Besatzungsmacht verhaftet wurden, distanzierte sich Die Deutsche Zukunft jedoch öffentlich von deren Aktivitäten. Die Mitarbeit von Günther Röhrdanz bei Die Deutsche Zukunft endete ebenfalls im Januar 1953.
Im Ruhestand baute er als „Verwaltungsleiter das VHS-Literatur- und das VHS-Theaterforum“ auf und gründete „mit dem VHS-Club für ältere Bürger eine damals einmalige Einrichtung in der Bundesrepublik.“ Am 2. August 1978 wurde Röhrdanz das Verdienstkreuz am Bande verliehen.

## Werke
- Die Stellung Kants in und zu der Presse seiner Zeit, München: Zeitungswiss. Vereinigung in Komm., 1936.
- „Faust“ ohne Wissensqualm. Volksnahe Aufführung in Heidelberg, [Leipzig], 1938.
- Meisterjahre am Oberrhein: aus der Elsaßzeit des großen Naturmalers Professor Julius Bergmann, in: Oberrheinische Heimat, Karlsruhe, Bd. 27 (1940), S. 360–370.
- Natürliche Anmut und beseelter Ausdruck. Zu den Arbeiten des oberrheinischen Bildhauers Emil Sutor, in: Die Kunst für alle, München: Bruckmann, Bd. 59 (1943/44), S. 104–108.
- Schöpferische Freizeit-Kulturarbeit im Bergbau, in: „Gemeinschaft und Politik“, Zeitschrift für soziale und politische Gestalt, Jg. II (1954), S. 9ff.
- Eine Zeitung im Spiegel der Zeit: 150 Jahre Zeitungshaus Bauern, Marl: Zeitungshaus Bauer, 1981.